# 옥형 (연호)
옥형(玉衡)은 중국 성한(成漢) 무제(武帝)의 두 번째 연호이다. 311년에서 334년까지 24년 동안 사용하였다. 334년 6월, 무제의 뒤를 이어 즉위한 애제(哀帝)가 5개월 동안 이어서 사용하였으며, 애제를 죽이고 즉위한 폐제(廢帝)가 다시 남은 2개월 동안 이어서 사용하고 335년에 개원하였다.
같은 시기에 사용된 다른 연호로는 서진(西晉)에서 사용한 영가(永嘉 : 307년 ~ 313년), 건흥(建興 : 313년 ~ 317년), 동진(東晉)에서 사용한 건무(建武 : 317년 ~ 318년), 대흥(大興 : 318년 ~ 321년), 영창(永昌 : 322년 ~ 323년), 태녕(太寧 : 323년 ~ 326년), 함화(咸和 : 326년 ~ 334년), 전조(前趙)에서 사용한 광흥(光興 : 310년 ~ 311년), 가평(嘉平 : 311년 ~ 315년), 건원(建元 : 315년 ~ 316년), 인가(麟嘉 : 316년 ~ 318년), 한창(漢昌 : 318년), 광초(光初 : 318년 ~ 329년), 전량(前凉)에서 사용한 건흥(建興 : 314년 ~ 361년), 후조(後趙)에서 사용한 태화(太和 : 328년 ~ 330년), 건평(建平 : 330년 ~ 333년), 연희(延熙 : 334년)가 있다.

## 연대대조표
| 옥형                | 원년                           | 2년             | 3년                 | 4년             | 5년                 | 6년                 | 7년             | 8년                                 | 9년        | 10년                |
| 서력                | 311년                          | 312년           | 313년               | 314년           | 315년               | 316년               | 317년           | 318년                               | 319년      | 320년               |
| 육십간지 (六十干支) | 신미(辛未)                     | 임신(壬申)      | 계유(癸酉)          | 갑술(甲戌)      | 을해(乙亥)          | 병자(丙子)          | 정축(丁丑)      | 무인(戊寅)                          | 기묘(己卯) | 경진(庚辰)          |
| 서진 (西晉)         | 영가(永嘉) 5년                 | 6년             | 7년 건흥(建興) 원년 | 2년             | 3년                 | 4년                 | 5년             | -                                   | -          | -                   |
| 동진 (東晉)         | -                              | -               | -                   | -               | -                   | -                   | 건무(建武) 원년 | 2년 대흥(大興) 원년                 | 2년        | 3년                 |
| 전조 (前趙)         | 광흥(光興) 2년 가평(嘉平) 원년 | 2년             | 3년                 | 4년             | 5년 건원(建元) 원년 | 2년 인가(麟嘉) 원년 | 2년             | 3년 한창(漢昌) 원년 광초(光初) 원년 | 2년        | 3년                 |
| 전량 (前凉)         | -                              | -               | -                   | -               | -                   | -                   | 건흥(建興) 5년  | 6년                                 | 6년        | 8년                 |
| 옥형                | 11년                           | 12년            | 13년                | 14년            | 15년                | 16년                | 17년            | 18년                                | 19년       | 20년                |
| 서력                | 321년                          | 322년           | 323년               | 324년           | 325년               | 326년               | 327년           | 328년                               | 329년      | 330년               |
| 육십간지 (六十干支) | 신사(辛巳)                     | 임오(壬午)      | 계미(癸未)          | 갑신(甲申)      | 을유(乙酉)          | 병술(丙戌)          | 정해(丁亥)      | 무자(戊子)                          | 기축(己丑) | 경인(庚寅)          |
| 동진 (東晉)         | 4년                            | 영창(永昌) 원년 | 2년 태녕(太寧) 원년 | 2년             | 3년                 | 4년 함화(咸和) 원년 | 2년             | 3년                                 | 4년        | 5년                 |
| 전조 (前趙)         | 4년                            | 5년             | 6년                 | 7년             | 8년                 | 9년                 | 10년            | 11년                                | 12년       | -                   |
| 전량 (前凉)         | 9년                            | 10년            | 11년                | 12년            | 13년                | 14년                | 15년            | 16년                                | 17년       | 18년                |
| 후조 (後趙)         | -                              | -               | -                   | -               | -                   | -                   | -               | 태화(太和) 원년                     | 2년        | 3년 건평(建平) 원년 |
| 옥형                | 21년                           | 22년            | 23년                | 24년            |                     |                     |                 |                                     |            |                     |
| 서력                | 331년                          | 332년           | 333년               | 334년           |                     |                     |                 |                                     |            |                     |
| 육십간지 (六十干支) | 신묘(辛卯)                     | 임진(壬辰)      | 계사(癸巳)          | 갑오(甲午)      |                     |                     |                 |                                     |            |                     |
| 동진 (東晉)         | 6년                            | 7년             | 8년                 | 9년             |                     |                     |                 |                                     |            |                     |
| 전량 (前凉)         | 19년                           | 20년            | 21년                | 22년            |                     |                     |                 |                                     |            |                     |
| 후조 (後趙)         | 2년                            | 3년             | 4년                 | 연희(延熙) 원년 |                     |                     |                 |                                     |            |                     |

## 같이 보기
- 중국의 연호

| 이전 연호 안평(晏平) | 중국의 연호 성한(成漢) | 다음 연호 옥항(玉恒) |